# Francisco de Ayerdi y Zárate
Francisco Ayerdi y Zárate (n. León, provincia de Nicaragua, 1765 - m. Nicaragua, 1827) fue un sacerdote nicaragüense, primer rector de la Universidad de León y gobernador de la diócesis de Nicaragua y Costa Rica de 1825 a 1827.
Fue hijo de don Pedro Manuel Ayerdi y Ramiro Corajo y doña Manuela Zárate y Balbosa.
Estudió en el Seminario Conciliar de Guatemala, donde fue preceptor de gramática. En la Universidad de San Carlos de Guatemala se graduó de bachiller en Filosofía y de licenciado y doctor en cánones.
Por nombramiento del arzobispo de Guatemala fue promotor fiscal específico para varios casos graves.
En 1791, ordenado ya como sacerdote, regresó a Nicaragua y se le nombró profesor de la cátedra de cánones e instituta del Seminario Conciliar de León y examinador sinodal. Fue ocho años juez de capellaía y seis años hacedor de diezmos.
El 21 de diciembre de 1809 el Ayuntamiento de León lo nombró como diputado vocal a la Junta Suprema Central, en reemplazo de don José Cecilio del Valle, que había declinado la designación. Sin embargo, el nombramiento no llegó a tener efecto.
En 1813 fue elegido como miembro de la Diputación Provincial de la provincia de Nicaragua y Costa Rica, pero 1814 esa corporación quedó disuelta debido al restablecimiento del absolutismo por el rey don Fernando VII.
Fue uno de los principales promotores de la fundación de la Universidad de León, de la cual fue nombrado rector el 18 de abril de 1814 y del cual tomó posesión el 24 de agosto de 1816.
En 1825, debido a la partida de Nicaragua y posterior muerte del obispo de Nicaragua y Costa Rica monseñor Nicolás García Jerez, se hizo cargo del gobierno de la diócesis, con el carácter de vicario general.